# Kristen Johnston
Kristen Johnston (ur. 20 września 1967 w Waszyngtonie) – amerykańska aktorka, dwukrotna laureatka nagrody Emmy za rolę w serialu Trzecia planeta od Słońca.

## Filmografia

### Filmy fabularne
- 2018: Przesunięci jako profesor Barnes
- 2016: Thrill Ride jako Esmerelda
- 2014: Charlie chory z miłości jako Katherine
- 2013: Mamuśka jako Tammy
- 2012: Wampirzyce jako Mrs Van Helsing
- 2012: Bad Parents jako Tracy
- 2011: Nie ma lekko jako Francesca
- 2011: Byli jako Holly Brooks
- 2009: Finding Bliss jako Irene
- 2009: Ślubne wojny (Bride Wars) jako Deb
- 2009: Ab Fab jako Patsy
- 2008: Puppy Love jako Katherine
- 2007: Prosto w serce (Music and Lyrics) jako Rhonda Fisher
- 2005: Powrót do klasy (Strangers with Candy) jako trener Muffy Divers
- 2005: Don't Ask jako Suzanne Collins
- 2004: Duane Incarnate jako Fran
- 2003: Nobody Knows Anything! jako Miranda
- 2002: Austin Powers i Złoty Członek (Austin Powers in Goldmember) jako tancerka
- 2002: Stage On Screen: The Women jako Sylvia Fowler
- 2002: Epoka Lodowcowa (Ice Age) jako Sylvia (głos) (sceny usunięte)
- 2000: Flintstonowie: Niech żyje Rock Vegas! (The Flintstones in Viva Rock Vegas) jako Wilma Slaghpoole
- 1999: Austin Powers: Szpieg, który nie umiera nigdy (Austin Powers: The Spy Who Shagged Me) jako Ivana Humpalot
- 1997: Colin Fitz jako fanka Stalkera
- 1996: Goście Grosvenor House (London Suite) jako Grace Chapman
- 1995: Ognisty wydmuch (Backfire!) jako Kate
- 1993: The Debt jako Alice Kosnick
- 1983: The Orkly Kid

### Seriale telewizyjne
- 2009: Brzydula Betty (Ugly Betty) jako Helen
- 2009: Nowe przygody starej Christine (The New Adventures of Old Christine) jako Francie
- 2007: Kim Kolwiek (Kim Possible) jako Warmonga (głos)
- 2005: Ostry dyżur (ER) jako Eve Peyton
- 2004: Seks w wielkim mieście (Sex and the City) jako Lexi Featherston[1]
- 2003: Queens Supreme jako Maude MacPherson
- 1997: Duckman: Private Dick/Family Man jako Kathie Lee (głos)
- 1997: Microscopic Milton jako narrator
- 1996–2001: Trzecia planeta od Słońca (3rd Rock from the Sun) jako Sally Solomon
- 1995: Hearts Afire jako Margot
- 1994: The 5 Mrs. Buchanans jako Zena
- 1994: Szpital Dobrej Nadziei (Chicago Hope) jako dr Wendy Smythe

## Nagrody
- Nagroda Emmy
  - Najlepsza aktorka drugoplanowa w serialu komediowym: 1999 Trzecia planeta od Słońca
  - 1997 Trzecia planeta od Słońca